# Rothwesten
Rothwesten ist ein Ortsteil der Gemeinde  Fuldatal im nordhessischen Landkreis Kassel.
In Rothwesten leben etwa 2500 Einwohner, die Fläche umfasst 901 Hektar (Stand: 2009). Auf dem Gelände des ehemaligen Fliegerhorstes Rothwesten wurde im Rahmen der Währungskonklave 1948 streng geheim die Währungsreform Westdeutschlands vorbereitet. Weithin bekannt ist das Dorf durch ein Währungsmuseum und die Volkssternwarte Rothwesten auf dem Häuschensberg.

## Geographische Lage

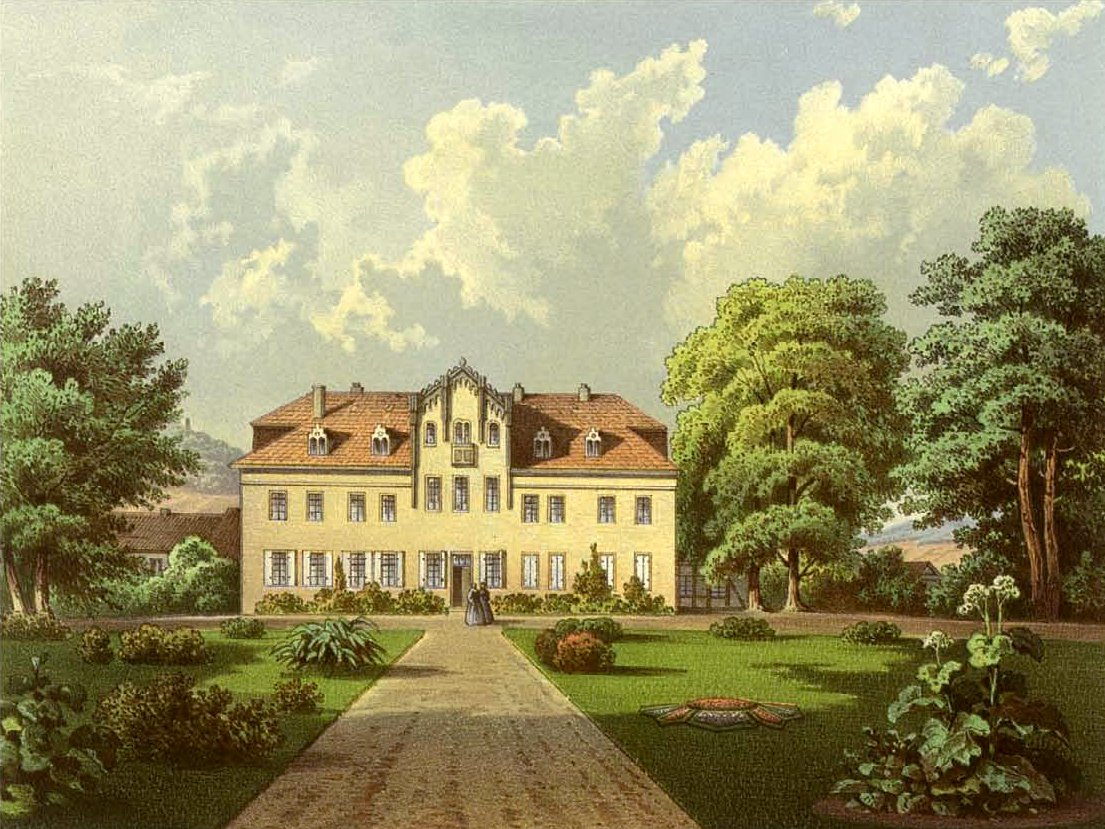
Rittergut Winterbüren um 1860, Sammlung Alexander Duncker

Rothwesten liegt wenige Kilometer südlich des Reinhardswalds. Das Dorf befindet sich zwischen den Fuldataler Gemeindeteilen Knickhagen im Nordosten, Wahnhausen im Südosten und Simmershausen im Süden. Nördlich von Rothwesten liegt das zur Kleinstadt Immenhausen gehörende Holzhausen, ostsüdöstlich der Ortschaft bzw. jenseits der nahen Fulda das zu Staufenberg in Niedersachsen zählende Speele, südwestlich die an Kassel grenzende Kleinstadt Vellmar und westlich befindet sich die Gemeinde Espenau. Das Dorf breitet sich zwischen den Tälern von Osterbach im Nordosten, Fulda im Osten und Süden und Espe im Süden und Südwesten aus. Am westlichen Ortsrand erhebt sich der Häuschensberg (300,7 m ü. NN) mit der Volkssternwarte Rothwesten. Zur Ortschaft gehören das „Gut Winterbüren“ (im Besitz der Freiherren Waitz von Eschen) im Nordwesten sowie das „Gut Eichenberg“ im Ostsüdosten.

## Geschichte
Rothwesten wurde im Jahr 1020 erstmals urkundlich erwähnt.
In Rothwesten wurde 1948 im sogenannten „Konklave von Rothwesten“ die Währungsreform Westdeutschlands vorbereitet. In einem Gebäude des etwas ostnordöstlich des Dorfs auf dem „Eichenberg“ gelegenen Fliegerhorsts (spätere Fritz-Erler-Kaserne der Bundeswehr) trafen sich im „Haus Posen“ vom 21. April bis 8. Juni 1948 unter strengster Geheimhaltung führende Vertreter von Banken, Wirtschaftswissenschaftler und Abgesandte der Westalliierten, um die Einführung der Deutschen Mark vorzubereiten und zu organisieren. Die D-Mark wurde schließlich im Rahmen der Währungsreform am 20. Juni 1948 in den drei westalliierten Zonen Deutschlands, der späteren Bundesrepublik Deutschland, eingeführt.
Rothwesten wurde am 1. August 1972 im Zuge der Gebietsreform in Hessen kraft Landesgesetz in die Großgemeinde Fuldatal eingegliedert.
Der zuletzt in der Fritz-Erler-Kaserne stationierte Stab der Flugabwehrbrigade 100 wurde zum 31. Dezember 2007 aufgelöst, das ebenfalls dort stationierte Flugabwehrraketenbataillon 300 wurde bereits Ende 2005 zu großen Teilen aufgelöst. Die leichte Flugabwehrraketenbatterie 300 wurde nach Hardheim verlegt und die Flugabwehraufklärungsbatterie 100 wurde nach Putlos verlegt und dem Flugabwehrlehrregiment 6 unterstellt. Mit der Auflösung der Flugabwehrbrigade 100 endete nach über 70 Jahren die Geschichte des Militärflugplatzes Rothwesten. Die Fläche der einstigen Kaserne steht nun für eine zivile Nachnutzung zur Verfügung.

## Sehenswürdigkeiten
- Währungsmuseum unter anderem mit Informationen zur Währungsreform Westdeutschlands (1948)[5]
- Volkssternwarte Rothwesten auf dem Häuschensberg